# Kurthi Jafarpur
Kurthi Jafarpur là một thị trấn thống kê (census town) của quận Mau thuộc bang Uttar Pradesh, Ấn Độ.

## Nhân khẩu
Theo điều tra dân số năm 2001 của Ấn Độ, Kurthi Jafarpur có dân số 11.943 người. Phái nam chiếm 51% tổng số dân và phái nữ chiếm 49%. Kurthi Jafarpur có tỷ lệ 56% biết đọc biết viết, thấp hơn tỷ lệ trung bình toàn quốc là 59,5%: tỷ lệ cho phái nam là 64%, và tỷ lệ cho phái nữ là 49%. Tại Kurthi Jafarpur, 23% dân số nhỏ hơn 6 tuổi.